# Organo di Johnston

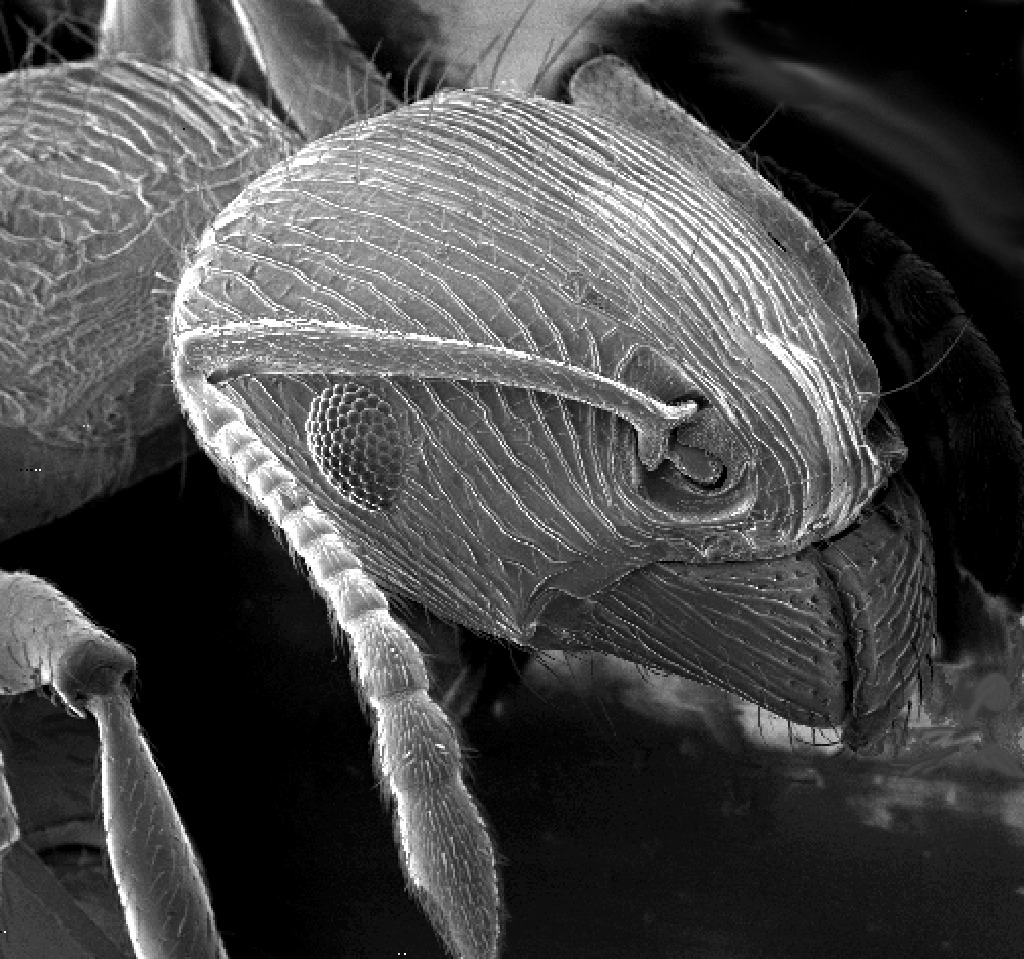
Antenna genicolata di una formica

L'organo di Johnston è una raccolta di cellule sensoriali che si trovano nel pedicello (il secondo segmento) delle antenne degli insetti. L'organo di Johnston rileva il movimento nel flagello (terzo e tipicamente ultimo segmento dell'antenna). Consiste di scolopidi disposti in una forma a boccia, ognuno dei quali contiene un neurone cordotonale meccanosensoriale. Il numero di scolopidi varia tra le specie. Negli omotteri, gli organi di Johnston contengono 25 - 79 scolopidi. La presenza dell'organo di Johnston è una caratteristica definitoria che distingue la classe Insecta dagli altri esapodi appartenenti al gruppo Entognatha. L'organo di Johnston prende il nome dal medico Christopher Johnston, padre del medico e assiriologo Christopher Johnston.

## Usi dell'organo di Johnston

### Nei moscerini della frutta
Nel moscerino della frutta Drosophila melanogaster, l'organo di Johnston contiene quasi 480 neuroni sensoriali. Distinte popolazioni di neuroni sono attivate in modo diverso dalle deflessioni delle antenne causate dalla gravità o dalle vibrazioni causate dal suono o dal movimento dell'aria. Questa risposta differenziale consente alla mosca di distinguere tra stimoli gravitazionali, meccanici e acustici.
L'organo di Johnston dei moscerini della frutta può essere usato per rilevare le vibrazioni dell'aria causate dalla frequenza del battito delle ali o dal canto di corteggiamento di un compagno. Una funzione dell'organo di Johnston è di rilevare la frequenza del battito di un compagno. La produzione del suono nell'aria si traduce in due componenti energetiche: la componente della pressione, che è un cambiamento nella pressione dell'aria che emana lontano dalla sorgente del suono; e la componente dello spostamento delle particelle, che è la vibrazione avanti e indietro delle particelle d'aria che oscillano nella direzione della propagazione del suono. Lo spostamento delle particelle ha una maggiore perdita di energia rispetto alla componente della pressione, quindi la componente dello spostamento, chiamata "suono di prossimità" (near-field sound), è rilevabile solo entro una lunghezza d'onda della sorgente.
Insetti, come i moscerini della frutta e le api, rilevano i suoni di prossimità usando peli o antenne attaccati in modo libero che vibrano con il movimento delle particelle d'aria. (Gli organi timpanici rilevano la componente di pressione del suono). Il suono di prossimità, a causa della rapida dissipazione di energia, è adatto solo per comunicazioni molto ravvicinate. Due esempi di comunicazione sonora di prossimità sono la danza dell'ape e le canzoni di corteggiamento della Drosophila. Nei moscerini della frutta, l'arista delle antenne e il terzo segmento fungono da ricevitore del suono. Le vibrazioni del ricevitore causano la rotazione del terzo segmento, che canalizza l'ingresso del suono ai meccanorecettori dell'organo di Johnston.

### Nelle sfingidi
L'organo di Johnston svolge un ruolo nel controllo della stabilità del volo nelle sfingidi. I dati cinematici misurati dalle sfingidi che si librano durante il volo stazionario indicano che le antenne vibrano con una frequenza corrispondente al battito delle ali (27 Hz). Durante il volo complesso, tuttavia, i cambiamenti angolari della sfingide volante causano forze di Coriolis, che si prevede si manifestino come una vibrazione dell'antenna di circa due volte la frequenza del battito alare (~60 Hz). Quando le antenne sono state manipolate per vibrare a un certo intervallo di frequenze e sono stati misurati i segnali risultanti dai neuroni associati agli organi di Johnston, la risposta dei neuroni scolopidi alla frequenza era strettamente accoppiata nell'intervallo di 50-70 Hz, che è l'intervallo previsto delle vibrazioni causate dagli effetti di Coriolis. Pertanto, l'organo di Johnston è sintonizzato per rilevare i cambiamenti angolari durante le manovre nel volo complesso.

### Nelle api domestiche
Le api domestiche danzanti (Apis mellifera) descrivono la posizione delle fonti di cibo vicine emettendo segnali acustici trasmessi per via aerea. Questi segnali consistono nel movimento ritmico ad alta velocità di particelle d'aria. Questi suoni di prossimità sono ricevuti e interpretati usando l'organo di Johnston nel pedicello delle antenne. Le api domestiche percepiscono anche i cambiamenti del campo elettrico attraverso gli organi di Johnston nelle loro antenne e probabilmente in altri meccanorecettori. I campi elettrici generati dai movimenti delle ali causano spostamenti delle antenne sulla base della legge di Coulomb. I neuroni dell'organo di Johnston rispondono ai movimenti all'interno dell'intervallo di spostamenti causati dai campi elettrici. Quando alle antenne è stato impedito di muoversi presso le articolazioni contenenti l'organo di Johnston, le api non hanno risposto più a campi elettrici biologicamente rilevanti. Le api mellifere rispondono in modo diverso a diversi modelli temporali. Le api domestiche sembrano usare il campo elettrico che emana dall'ape danzante per la comunicazione a distanza.